# Cheiropleuriaceae
Cheiropleuriaceae is een voormalige familie van varens uit de orde Gleicheniales. Deze zijn sinds enkele jaren opgenomen in de familie Dipteridaceae.
Voor de kenmerken van deze familie, zie aldaar.